# Egon Egemann
Egon Egemann (* 3. April 1955 in Graz als Egon Lackner ) ist ein österreichischer Violinist, Sänger, Komponist und Musikproduzent.

## Leben und Wirken
Nach einem Studium an der Musikhochschule in Graz im Hauptfach Geige betätigte er sich als Violinist bei der damals in der Schweiz bekannten Gruppe Die Paldauer. 1985 erschien die LP Ein Lied für Dich von „Die Paldauer & Egon Egemann“. Für weitere 5 LPs der Gruppe Die Paldauer zeichnete Egon Egemann vor allem als Komponist und Produzent. Danach ging er für kurze Zeit ans Berklee College of Music in Boston/USA. Wieder zurück in Europa kam er in die Schweiz und spielte bei der DRS-Bigband des Schweizer Radios und produzierte und komponierte für andere Künstler in seinem eigenen Tonstudio.
Als Gewinner der Schweizer Vorentscheidung nahm er mit dem Lied Musik klingt in die Welt hinaus am Eurovision Song Contest 1990 in Zagreb für die Schweiz teil. Er erlangte den elften Platz.
Zusammen mit seinen beiden Kindern gründete er 2003 die Celtic-Rock-Gruppe Two Generations. Mit dieser Band wirkte er an der internationalen Tanzshow Skydance mit. Im Frühling 2004 traf Egon Egemann anlässlich des Augsburger Django Memorial auf den Gypsy-Jazz-Gitarristen Robin Nolan. Der darauf folgenden Zusammenarbeit zwischen den beiden Musikern entspringt der Titel "Django" (featuring Robin Nolan) und der dazugehörige Videoclip. So entstand die Gypsy-Jazz/Rockband Mad Manoush, die bisher auf internationalen Weltmusik-Festivals zu hören war.
Weitere Bühnenprojekte von Egon Egemann sind die Weltmusik-Band Egemann &QuerbeaT und das Duo Father and Son, wo auch sein Sohn Sascha Lackner als Gitarrist mitwirkt.
2020 wurde Egon Egemann der Kulturpreis der Stadt Wohlen verliehen.